# Kohleria grandiflora
Kohleria grandiflora är en tvåhjärtbladig växtart som beskrevs av L.P. Kvist och L.E. Skog. Kohleria grandiflora ingår i släktet Kohleria och familjen Gesneriaceae. Inga underarter finns listade i Catalogue of Life.